# 川村真澄
川村 真澄（かわむら ますみ、1957年10月22日 - ）は、日本の作詞家、作家。東京都出身。女性。
代表作は渡辺美里『My Revolution』、久保田利伸「流星のサドル」、宮沢りえ『ドリームラッシュ』、荻野目洋子『NONSTOP DANCER』、沢口靖子『Follow me』など。久保田利伸の1980年代のメインライターだった他、主にアイドルポップスの作詞を手がける。

## 作品

### あ行
- 麻田華子
  - 『好き嫌い』
  - 『Doubt!』
- 新居昭乃
  - 『約束』
  - 月よ凍れ
- アン・ルイス
  - 『天使よ故郷を見よ』
- 池田聡
  - 『Before』
- 石野真子
  - 『空にカンバス』
  - 『雨垂れはイヤリング』
- 今井美樹
  - 『野性の風』
  - 『永遠が終わるとき』
  - 『三日月のサーベル』
- 岩崎宏美
  - 『月とシャボン』
  - 『願い』
- 宇都宮隆（全て『T.UTU』名義）
  - 『Innocent Blue』
  - 『Hothouse Fruit』
  - 『君が見えなくなった日』
  - 『ただ過ぎ行くために』
  - 『カーニバルの騎士たち』
  - 『合図』
  - 『1 1/2』
  - 『Rocket Girl』
- 小川範子
  - 『涙をたばねて』
  - 『嘆きの天使』
  - 『独り占め片思い』
  - 『すなおになれたら』
  - 『Chime(チャイム)』
  - 『永遠のうたたね』
  - 『好きにならないで』
  - 『こわれる』
  - 『夜明けのクロスワード』
  - 『渓(みず)のおくりもの』
  - 『甘い涙』
  - 『水浴プラネット』
  - 『架空の思い出』
  - 『花のような嘘つきに』
  - 『目覚め』
  - 『秋天的童話』
  - 『夜はやさし』
  - 『ガラスの目隠し』
  - 『頬に、胸に』
  - 『聖らかな夜』
  - 『寂しまぎれ』
  - 『冬の嵐』
  - 『悲しみを愛してた』
  - 『青空に花火』
  - 『桜桃記(ひとひら)』
  - 『翼の跡』
  - 『夏色の天使』
  - 『そのとき』
  - 『砂のページ』
  - 『等身地図』
  - 『夢・星・風』
  - 『イギリス海岸』
  - 『あれが最後のほほ笑み』
  - 『ウィスパー・ダンス』
  - 『星の図鑑』
  - 『果てしない物語』
  - 『バスルームの幻想』
  - 『月光熱』
  - 『彼と彼女』
  - 『悲しき選択』
  - 『八月、雨の朝』
  - 『夜の平行線』
  - 『つまさき』
  - 『好奇心』
  - 『サスペンス』
- 荻野目洋子
  - 『NONSTOP DANCER』
  - 『美女と野獣』
- OLIVIA
  - 『a little pain』（OLIVIA inspi' REIRA (TRAPNEST)名義）
  - 『Rain』
  - 『Sailing free』

### か行
- 柏原芳恵
  - 『女ともだち』
  - 『イチヂクは木の下で』
- 河合その子
  - 『JESSY』
  - 『乾いた地図』
  - 『サイレントリベンジ』
  - 『ジェシーの悲劇』
  - 『雨のメモランダム』
  - 『Weekend Monument』
  - 『指輪物語』
- KAN
  - 『ARE YOU READY TO BE ―着衣のままで―』
  - 『MEMORIES OF FUTURE』
  - 『ONE NIGHT KISS』
- 城南海
  - 『あさなゆうな』
  - 『夢の地図』
- 工藤静香
  - 『la se n』
  - 『Unbeliever』
  - 『月曜日の失踪』
- 久保田利伸
  - 『To The Party』
  - 『もうひとりの君を残して』
  - 『Somebody's Sorrow』
  - 『Insideカーニバル』
  - 『伝えきれなくてFor You』
  - 『北風と太陽』
  - 『RANDY CANDY』
  - 『LADY SUICIDE』
  - 『ダイヤモンドの犬たち』
  - 『薄情LOVE MACHINE』
  - 『VISIONS』
  - 『八番目の虹の色』
  - 『TIMEシャワーに射たれて…』
  - 『流星のサドル』
  - 『Oh,What A Night!』
  - 『You were mine』
  - 『一途な夜，無傷な朝』
  - 『GODDESS～新しい女神～』
  - 『TAWAWAヒットパレード』
  - 『Cry On Your Smile』
  - 『Dance If You Want It』
  - 『High Roller』
  - 『gone,gone,gone』
  - 『Such A Funky Thang!～隕石が落ちた日～』
  - 『失意のダウンタウン』
  - 『すべての山に登れ』
  - 『To the Limit』
  - 『Drunkard Terry』
  - 『夏の子午線』
  - 『VISIONS』
  - 『Boxer』
- 小泉今日子
  - 『Smile Again』

### さ行
- 酒井法子
  - 『キャッチワードが切り出せない』
- Something ELse
  - 『ここにいる理由』
- 沢口靖子
  - 『Follow me』
  - 『ひかりの素顔』
- C-C-B
  - 『霧のミステイク』
  - 『ナヤミの種』
  - 『夢の中でおやすみ』
  - 『展覧会の絵』
  - 『ROSE&PAIN』
  - 『Helter Skelter』
- 椎名へきる
  - 『月とライ麦』
- SHOWTA.
  - 『願い星』
  - 『雪の音』
- 鈴木祥子
  - 『夏はどこへ行った』
  - 『Swallow』
    - 初期のアルバム「VIRIDIAN」「水の冠」の作詞はすべて川村が手がけている。

### た行
- 鶴久政治
  - 『貴女次第』
  - 『Something Wild』
  - 『GIRL』
  - 『サドルシューズの砂』
  - 『キスして逃げろ』
  - 『明日に向かって走れ』
  - 『恋のチェリーパイ作戦』
  - 『涙が眠る場所』
  - 『真夜中のレインボー』
  - 『Funkaholic』
  - 『銀の匙』
  - 『恋におぼれて』
  - 『ミッドナイトランデブー』
  - 『Love　Love　Love』
  - 『ダブルネガティブ』
  - 『ココロココニアラズ』
  - 『Cry Don't Cry』
  - 『夏までの隣人』
  - 『ひとりひとり』
  - 『黄昏倶楽部』
  - 『アイアンバタフライ』
  - 『Wait Wait Wait』
  - 『Long Long Ago』
  - 『小さな願い』
- TM NETWORK
  - 『NERVOUS』
- 富田靖子
  - 『私だけのアンカー』
  - 『悲しきチェイサー』

### な行
- 中島ちあき
  - 『Future』
- 中西圭三
  - 『青い影』
- 中山美穂
  - 『In The Morning』
  - 『Velvet Hammer』
  - 『Take It Easy』

### は行
- hàl
  - 『Hitch Hike 〜to where I belong〜』

### ま行
- Marcy
  - 『天使よ故郷を見よ』
- 松本伊代
  - 『思いでをきれいにしないで』
  - 『サヨナラは私のために』
  - 『信じかたを教えて』
- 宮沢りえ
  - 『DREAM RUSH』
  - 『秘密がいっぱい』
  - 『NO TITLIST』

### や行
- 湯江健幸
  - 『涙のLove Somebody』
- 吉田真里子
  - 『さよならのリフレイン』
  - 『風を描いたキャンバス』
  - 『夢を追いかけて』
  - 『悲しみを吹き飛ばせ』
  - 『いつか見た空』
  - 『恋の指定席』
  - 『オルゴール＜自鳴琴＞』
  - 『翼になりたい』
- 米倉利紀
  - 『盗まれた頭文字』

### ら行以降
- 笠浩二
  - 『Soul Tripper』
  - 『世界でたったひとりの君に』
  - 『Cider』
- 鷲尾いさ子
  - 『下級生』
  - 『夜を待って』
  - 『女どおし』
  - 『さよならも言えない』
  - 『風の絵葉書』
  - 『まるい水』
  - 『知らない人』
  - 『コレクター』
- 和田アキ子
  - 『だってしょうがないじゃない』
  - 『選ばなかった人生を』
- 渡辺満里奈
  - 『バスルームでDIARY』
  - 『EVER GREEN』
  - 『水面のフォーレスト』
  - 『見つめてあげたい』
  - 『虹の少年』
  - 『Don't kiss me good bye』
- 渡辺美里
  - 『My Revolution』
  - 『This Moment』
  - 『A Happy Ending』
  - 『私が好きな孤独』
  - 『Song of the Asking』
  - 『Caramel Blood』
  - 『12月の神様』
  - 『Heart of Gold』
  - 『あなたの目 あなたの手』
  - 『すべての一日を愛してる』
- 渡辺美奈代
  - 『ピンクのパラダイス』
  - 『南の島の伝説』
  - 『おしゃれ泥棒』
  - 『スウィート･ミリタリー』

## 著書
- いつか王子様が
- 雨が降る靴
- まちがい天使
- 危ない橋